# Check Mii Out Channel
O Check Mii Out Channel, conhecido como Mii Contest Channel na Europa e Oceania e Miirame em países de lingua espanhola como o México, foi um canal para o Nintendo Wii que permitia aos jogadores compartilhar seus avatares digitais criados, chamados Miis, e entrar em competições de popularidade. Foi lançado em 12 de novembro de 2007 e descontinuado em 27 de junho de 2013 junto com Nintendo Channel, Everybody Votes Channel, Forecast Channel e News Channel. O canal era dísponivel gratuitamente para download na seção de canais do Wii Shop Channel.

## Conteúdo
O canal Check Mii Out possuia os seguintes conteúdos:

### Posting Plaza
As pessoas podiam mandar os seus Miis para outros criadores de todo o mundo. Quando o Mii era mandado para o Posting Plaza, um número de doze digitos é dado (#### - #### - ####), então outros podem achar os Miis utilizando essa função. Se a pessoa gostar de um Mii ela pode mandá-lo para o Mii Channel plaza, ele não pode ser editado, mas pode ser utilizado em jogos que usem os Miis como personagem. As pessoas podiam votar nos Mii em um ranking de até cinco estrelas, os criadores dos Miis também podiam receber até cinco estrelas.

### Wii Message Board
Check Mii Out Channel foi o primeiro canal do Wii a utilizar o Wii Message board. Quando o WiiConnect24 era ligado, a Nintendo iria mandar mensagens assim que novos campeonatos forem disponibilizados. Se a pessoa não quisesse receber as mensagens, elas podiam selecionar a opção de não receber as mensagens.

## Campeonato
O Check Mii Out possuia novos campeonatos disponíveis sempre. Os jogadores enviavam suas criações por categorias, e erão julgados por outros jogadores.
No fim do campeonato, um "Sistema de Nível" era mostrado em uma escala de 1 a 10 (10 sendo o maior, e 1 o menor). O Mii que você criou sobe até uma montanha. O Mii seria avaliado na escala de 1 a 10, se ele parar em um certo ponto (ex: 5), seu Mii terá o ranking de nível 5.

### Campeonatos com temas da Nintendo na época
| Tema                             | Região | Data do inicio         | Data dos resultados    |
| -------------------------------- | ------ | ---------------------- | ---------------------- |
| Mario sem chapeu                 |        | 11 de novembro de 2007 | 26 de novembro de 2007 |
| Luigi sem chapeu                 |        | 13 de dezembro de 2007 | 26 de dezembro de 2007 |
| Um senhor feio                   |        | 16 de novembro de 2011 | 29 de novembro de 2011 |
| Um Mii que trabalha no Aeroporto |        | 1 de janeiro de 2012   | 14 de Janeiro de 2012  |
| Uma versão Mii de Princess Peach |        | 24 de janeiro de 2008  | 9 de fevereiro de 2008 |